# Kula (ort)
Kula (bulgariska: Кула) är en ort i Bulgarien.   Den ligger i kommunen Obsjtina Kula och regionen Vidin, i den nordvästra delen av landet, 150 km norr om huvudstaden Sofia. Kula ligger 277 meter över havet och antalet invånare är 3 738. Den ligger vid sjön Jazovir Kula.
Terrängen runt Kula är platt, och sluttar österut. Runt Kula är det glesbefolkat, med 19 invånare per kvadratkilometer.. Kula är det största samhället i trakten.
Omgivningarna runt Kula är en mosaik av jordbruksmark och naturlig växtlighet.